# GamesWirtschaft
GamesWirtschaft ist ein Nachrichtenportal, das sich auf Nachrichten aus der deutschen Videospiel-Branche konzentriert.

## Geschichte
Das Portal GamesWirtschaft wurde im Herbst 2015 von der Computerspielejournalistin Petra Fröhlich gegründet. 2016 beschrieb sie die Ausrichtung der Seite wie folgt:

„Normalerweise erkläre ich die Idee von GamesWirtschaft immer mit ‚Spiegel Online für Spiele‘ – also ein Mix aus Nachrichten, Analysen, Interviews und Meinungen. Das Themenspektrum ist nicht auf B2B-Geschichten beschränkt – neben Wirtschaft haben wir auch Ressorts wie Politik, Kultur und sogar Sport. Was wir nicht bieten: Tests, Previews, Komplettlösungen – das gibt es bereits hinreichend in erlesener Qualität auf dem Markt.“

## Inhalte
Die Webseite GamesWirtschaft bietet verschiedene Inhalte. Neben klassischen journalistischen Artikeln und Kolumnen veröffentlicht die Webseite auch Informationsgrafiken, Eventkalender, Stellenausschreibungen und Ranglisten.
Schwerpunkt der Berichterstattung ist die wirtschaftliche Entwicklung der Videospielindustrie. Zu häufigen Themen gehören etwa Verkaufszahlen und Listen der meistverkauften Videospiele in Deutschland oder Berichte über die Kursentwicklung börsennotierter Computerspielehersteller.

## Rezeption
Laut der PC Games, deren Chefredakteurin Fröhlich bis Ende 2014 war, ist GamesWirtschaft „im deutschsprachigen Raum zum führenden Magazin für Wirtschaft in der Spieleindustrie aufgestiegen“. Die Webseite gilt unter Branchen-Insidern als „gut unterrichtet“, Der Spiegel empfiehlt die Webseite (im Kontext der Lieferschwierigkeiten um die PlayStation 5) als „eine gute erste Anlaufstelle“. Zu Medien, die sich auf Informationen der Webseite GamesWirtschaft berufen, zählen der Westdeutsche Rundfunk, Der Standard, die Frankfurter Rundschau, Der Tagesspiegel, das Technikmagazin Chip, der Kölner Stadt-Anzeiger, Die Zeit und heise online.